# Mito
Mito (Japans: 水戸市, Mito-shi) is de hoofdstad van de prefectuur Ibaraki op het eiland Honshu in Japan. De stad heeft een oppervlakte van 217,45 km² en medio 2008 bijna 264.000 inwoners.

## Geschiedenis
Aan het einde van de twaalfde eeuw bouwde Baba Sukemoto een kasteel in Mito, een regio die al vanaf de vierde eeuw bewoond was. Het kasteel is diverse malen in andere handen overgegaan. Na de Slag bij Sekigahara kwam het in handen van shōgun Tokugawa Ieyasu waarna diens zoon Tokugawa Yorifusa zich daar in 1609 vestigde. Een directe weg, de Mito Kaidō verbond Mito met Edo.
Aan het eind van de zeventiende eeuw ontstond in Mito de nationalistisch-Confucianistische leerschool Mitogaku, die onder bescherming van een aantal leenheren een intellectuele impuls gaf aan de toenmalige politieke theorie. In de achttiende en negentiende eeuw propageerden zij de studie van westerse technologie om de Japanse technologische ontwikkeling en internationale kracht te versterken, alsmede de uniciteit en superioriteit van Japan te bewijzen.
Mito werd een stad (shi) en hoofdstad van de prefectuur op 1 april 1889, met toen circa 25.000 inwoners.
Een spoorwegverbinding met Tokio (de Joban-lijn) kwam gereed in 1897 en in 1910 waren elektriciteit en telefoon beschikbaar in de hele stad.
Aan het eind van de Tweede Wereldoorlog was meer dan driekwart van de stad afgebrand. Twee jaar na de oorlog had de stad alweer 70.000 inwoners en is daarna blijven groeien. Een deel van die groei was autonoom, een deel door annexatie van omliggende dorpen in 1933, 1947, 1955, 1957 en 1958. De meest recente toevoegingen aan Mito zijn:
- het dorp Tsunezumi (常澄村, Tsunezumi-mura) op 3 maart 1992,
- de gemeente Uchihara (内原町, Uchihara-machi) op 1 februari 2005.

Op 1 april 2001 kreeg Mito de status van speciale stad.

## Economie
Mito is voornamelijk een stad van handel en bestuur; de industriële activiteiten concentreren zich rond het nabijgelegen Tsukuba. De industrie in Mito beperkt zich tot vooral textiel- en tabaksindustrie.
Toerisme in Mito bloeit op een bescheiden schaal rond het Kairaku-en (park) en de lokale musea met een focus op de familie Tokugawa.
In Mito is de Universiteit van Ibaraki gevestigd.

## Bezienswaardigheden
- Kodokan school

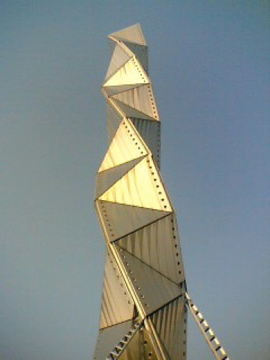
Art Tower

- Het kasteel van Mito met het bijbehorende park
- Senba-meer
- Kairaku-park (偕楽園, Kairaku-en), een van de Drie beroemdste parken van Japan
- Ibaraki Museum voor Moderne Kunst
- Art Tower
- Ibaraki Prefecturaal Historisch Museum
- Mito Gemeentelijke Botanische tuin
- Het Tokugawa-museum

## Verkeer
Mito ligt aan de Jōban-lijn, de Suigun-lijn en de Mito-lijn van de East Japan Railway Company en aan de Ōarai Kashima-lijn van de Kashima Rinkai Spoorwegen.
Mito ligt aan de Jōban-autosnelweg, de Kita-Kanto-autosnelweg, de Higashi-Mito-tolweg en aan de autowegen 6, 50, 51, 118, 123, 245 en 349.

## Sport
In de J-League speelt voetbalvereniging Mito HollyHock.

## Stedenband
Mito heeft een stedenband met
- Anaheim, Verenigde Staten, sinds 21 december 1976
- Chongqing, China, sinds 6 juni 2000

## Geboren in Mito
- Tokugawa Yoshinobu (徳川慶喜, Tokugawa Yoshinobu) (1837-1913), laatste shogun van het Tokugawa-shogunaat
- Shin’ichiro Ikebe (池辺晋一郎, Ikebe Shin’ichirō) (1943), componist, muziekpedagoog en klarinettist
- Stomu Takeishi (1964), basgitaarspeler
- Hitachiyama Taniemon (常陸山 谷右エ門, Hitachiyama Tani'emon), sumoworstelaar
- Musoyama Masashi (武双山 正士, Musōyama Masashi), sumoworstelaar
- Miyabiyama Tetsushi (雅山 哲士, Miyabiyama Tetsushi), sumoworstelaar
- Kinji Fukasaku (深作欣二, Fukasaku Kinji), filmregisseur, -producent en -scriptschrijver
- Kurita Takeo (栗田 健男, Kurita Takeo), viceadmiraal van de keizerlijke marine
- Yokoyama Taikan (横山 大観, Yokoyama Taikan), kunstschilder
- Aizawa Seishisai (会沢正志斎, Aizawa Seishisai), oprichter van de Mitogaku
- Takashi Koizumi (小泉堯史, Koizumi Takashi), filmregisseur

## Aangrenzende steden
- Hitachinaka
- Kasama
- Naka